# Mubariz al-Din Shah Yahya
Mubariz al-Din Shah Yahya ibn al-Muzaffar ben Mansur (8 de juny de 1343-1393) fou un príncep muzaffàrida que va governar habitualment Yadz (1353-1393) i per períodes breus a Esfahan (1384-1385) i a Siraz 1387-1388.

## Joventut
El 8 de juny de 1343 Nusrat al-Din Shah Muzaffar ben Mubariz al-Din Muhammad va tenir el seu primer fill, Shah Yahya de la seva esposa Badi al-Jamal. El seu lakab Mubariz al-Din li fou donat per una recent victòria sobre els àrabs. El seu pare, que era el fill gran de Mubariz al-Din Muhàmmad (tot i que feia uns mesos s'havia designat hereu al segon fill), va morir el juliol de 1353, deixant quatre fills (Shah Yahya, Shah Mansur, Shah Husayn i Shah Ali) i dues filles. Es va casar amb Sultana Padisha, filla del seu oncle Shah Shuja i la seva primera esposa (la qual era germana de l'amir Surghatmish-i-Awghani) i, per tant, era germanastre dels fills que aquesta princesa va tenir amb Shah Shuja: Sultan Uways, Sultan Shibli i Sultan Jahangir. El pare, que governava Yadz, va trespassar aquest càrrec al seu fill.
El 1355, amb 12 anys, va participar al costat del seu avi Mubariz al-Din Muhàmmad a la batalla de Bahbahan contra les forces de l'atabeg de Lur-i Buzurg Nuraward. El 1358 amb 18 anys recent complerts, va participar en la batalla de Miyana contra l'amir Akhidjuk també en el centre al costat del seu avi; el enemics foren derrotats i perseguits fins a Naxçıvan on es va fer festa durant tres dies cosa que no va agradar a Mubariz que va renyar als seus dos fills Shah Shuja i Shah Mahmud, que havien participat a les celebracions i només va elogiar a Shah Yahya que havia restat amb ell i havia combatut amb gran valor. Poc després els muzaffàrides es van haver de retirar de Tabriz (juliol de 1358) i durant la retirada Mubariz va seguir queixant-se dels fills (i a altres) pels fets de Nakhitchevan; Shah Sultan, un parent, va revelar les converses de Mubariz i fou l'origen del complot dels fills contra el pare. Shah Sultan assegurava que el pare preparava deixar cecs als fills i excloure'ls de la successió en favor de Shah Yahya, que després de tot era l'hereu del fill gran que hauria d'haver estat l'hereu. Mubariz al-Din fou arrestat (agost del 1358) i enviat a diverses presons i Shah Yahya fou deposat del seu govern de Yadz i tancat al castell de Quhandiz. Yadz quedava per Shah Shuja.

## Lluites constants
El 1359 Shah Mahmud (que havia rebut Abarkuh i Esfahan, no content amb el repartiment, es va apoderar de Yadz on va nomenar com a governador a Khwaja Baha al-Din Qurji, mentre ell mateix tornava a Esfahan. Shah Yahya, amb l'ajut de Mahmud i els seus aliats va poder capturar al governador del castell de Quhandiz i prendre el control de la fortalesa. Shah Shuja va enviar un contingent per assetjar-lo allí. Finalment es va acordar una treva amb la condició de que Shah Yahya evacuaria el castell, però podria retirar-se a Yadz on gaudia de molt de suport. Shah Shuja el va tractar amb honor però a Yadz va seguir intrigant contra el seu oncle del que lògicament desconfiava. Shah Shuja va anar a Yadz i es va aturar a Abarkuh des d'on va enviar a Yadz a Khwaja Qiwam al-Din Muhammad mentre ell restava a Abarkuh. Yadz fou assetjada i aviat la ciutat es va trobar en situació apurada i finalment Shah Yahya es va haver de sotmetre al seu oncle, el qual va acceptar les seves justificacions i li va permetre seguir en el govern de Yadz. Aleshores va aixecar el setge i va retornar a la seva capital.
El 1363 Shah Mahmud, amenaçát per Shah Shuja, va buscar l'aliança d'Uways ibn Hasan el jalayírida que governava a Tabriz. Amir Mubarak-Shah Aynagh va arribar des de Tabriz a Esfahan amb la missió de recolzar a Shah Mahmud en la revolta. Encara es van enviar mes reforços des de Tabriz dirigits per Amir Shaykh Ali Aynagh, Amir Sati Bahadur, Mubarakshah Duli i altres amirs com Ghiyath al-Din Shul, Salghur-shah Turkman, etc.... Shah Mahmud comptava també amb l'aliança del seu nebot Shah Yahya de Yadz, les tropes del qual es van unir a les tropes arribades i a les forces de Shah Mahmud, i l'exèrcit reunit va sortir d'Esfahan (1363/1364).Encara poc després se'ls van unir les forces de Kirman manades per Imal al-Din Sultan Amad, germà de Shah Mahmud, que fins aquell moment havia donat suport a Shah Shuja, però havia desertar per un conflicte personal (aquesta deserció li va costar el govern del Kirman). Després d'una batalla indecisa, Shah Yahya es va retirar amb els seus a Yadz.
Shah Yahya pel seu costat pretenia recuperar Yadz que suposadament havia perdut per decisió de Shah Shuja. Va sortir de Shiraz cap a Yadz seguit de prop per l'amir Mubarakshah Ainagh, cap de les forces jalayírides i es va lliurar un combat incert a Khirama després del qual Shah Yahya i les forces jalayírides van retornar. Shah Yahya.
El 1365 Shah Shuja va intentar recuperar Shiraz. Primer va fer una campanya contra els awghanis que no li havien donat suport i ara s'havien amagat a les muntanyes dirigits per Surghatmish que va demanar ajut a Shah Mahmud, ara sobirà a Shiraz. Shah Yahya de Yadz i altres amirs mongols pel seu costat va enviar ajut a Surghatmish, però aquest fou derrotat.
Shah Shuja va decidir canviar de bandol i va enviar un emisari a Yadz, demanant la ma de la filla mes gran de Shah Shuja que li fou concedida i el matrimoni es va celebrar, portant a la reconciliació de sogre i gendre, recuperant Shah Yahya el govern de Yadz (1365). Però uns anys després (1373 i 1374) Shah Yahya tornava a donar suport a una rebel·lió a Kirman, diriguida ara per Pahlawan Asad. Fins i tot va fer aliança amb els sarbadàrides de Sabzawar que van posar a disposició de la revolta un centenar d'homesque foren enviats a la ciutat assetjada de Kirman.
Shah Shuja, molest amb el seu gendre Shah Yahya per l'ajuda que havia donat a Pahlawan Asad, va enviar una força contra ell a Yadz (1375). Però Shah Yahya va persuadir l'exèrcit atacant de no iniciar cap acció sense donar-li temps de comunicar amb Shiraz per oferir la seva submissió i quan es van confiar va fer una sortida sobtada i els va derrotar obtenint molt de botí. La resta de l'exèrcit va fugir cap a Shiraz on Shah Shuja va decidir anar-hi en persona per prendre revenja de Shah Yahya. Però Shah Mansur (germà de Shah Yahya, nebot de Shah Shuja) el va convèncer d'anar-hi ell personalment al seu lloc.
Shah Yahya es va adonar que aquest exèrcit no es retiraria sense acabar amb ell i va enviar a la seva mare (comuna del assetjador i assetjant) a intercedir per ell; fou exitosa en la mediació entre els dos germans; al saber-ho els soldats es van dispersar en diverses columnes cap a Shiraz quedant a Yadz només Shah Mansur i els seus seguidors mes propers. Shah Yahya va intentar convèncer el seu germà d'anar al Mazanderan i reclutar allí un exèrcit que permetés a Shah Mansur realitzar els seus projectes, però no li va permetre entrar a la ciutat de Yadz. Finalment Shah Mansur va anar al Mazanderan i Shah Shuja va decidir que havia d'anar a Yadz ell mateix en persona (1376)
Va arribar a Yadz amb un fort exèrcit. Aquesta vegada la filla de Shah Shuja (esposa de Shah Yahya) i la germana gran de Shah Shuja (tia de Shah Yahya) van intercedir pel jove Shah Yahya i el seu fill encara mes jove Sultan Jahangir, van reeixir en calmar al furiós sobirà induint-lo a retirar-se a Shiraz.
A la mort de Shah Shuja (octubre de 1384) Shah Yahya va exercir el govern d'Esfahan però aspirava a governar Fars amb Shiraz que havia heretat Zayn al-Abidin Ali, el fill de Shah Shuja. Sultan Bayazid ibn Uways, de Sultaniya i Qazwin, va abandonar la fidelitat que mantenia amb els muzaffàrides de Shiraz i es va aliar a Shah Yahya d'Esfahan, però va acabar abandonant els seus dominis a mans del seu germà Ahmad ibn Uways i es va dirigir amb la seva guàrdia a Luristan. Segurament planejava dirigir-se a Esfahan, però la noblesa d'Esfahan que havia donat suport a Shah Yahya perquè una bona part aspirava a un sobirà propi, volia la guerra amb Shiraz i com que no hi va haver enfrontament i al final es va arranjar una solució, la nobleza d'Esfahan a enderrocar a Shah Yahya, que es va haver de retirar a Yadz (probablement el 1385). En l'acord entre Shah Yahya i Zayn al-Abidin es va incloure l'alliberament del cap dels awghanis, Amir Surghatmish que havia estat empresonat per Shah Shuja. Sultan Bayazid va romadre uns mesos a Luristan i el 1386 es va dirigir a Kirman, on les seves tropes van fer alguns saquejos i se li va prohibir l'estada al país, arribant finalment a Yadz on va a començar a pensar en marxar a l'Índia.

## Etapa final
L'octubre/novembre de 1387 es va saber que Tamerlà havia avançat cap a l'Iraq Ajamita i que el governador Amir Muzaffar-i-Kashi i tots els nobles i capitans del país l'esperaven per sotmetre's i entregar les claus de les ciutadelles i les fortaleses. Zayn al-Abidin, que no es volia sotmetre, va sortir de Shiraz amb els seus amirs i es va dirigir a Bagdad, mentre Shah Yahya va agafar el control de Shiraz i es va ocupar en preparar regals de prou valor apropiats per a Tamerlà que prometia seguretat per a tots els que se sotmetien. Shah Yahya va imposar un impost extraordinari pel manteniment de l'exèrcit de Tamerlà, i els seus oficials van anar a Esfahan a cobrar aquest impost però els isfahanis es van revoltar i els van matar a tots. L'endemà les forces de Tamerlà van entrar a Esfahan i van fer una massacre general que va costar la vida a quasi tots els 200.000 habitants.
Mentre el germà de Shah Yahya, Shah Mansur, que s'havia apoderat del Khuzestan amb seu a Shushtar, va fer presoner al fugit Zayn al-Abidin i va aprofitar aquest moment en què Shah Yahya controlava Shiraz i Tamerlà ja havia retornat a Samarcanda, per anar a la capital del Fars i prendre el poder. Shah Yahya, incapaç de fer-li front per manca de mitjans, es va retirar a Yadz i Mansur es va apoderar de Shiraz sense oposició.
Shah Yahya, al cap de poc d'arribar a Yazd, va cridar al governador de Abarkuh, Pahlawan-i-Muhadhadhab, amb algun pretext, i al arribar el va fer matar; tot seguit es va apoderar d'Abarkuh obtenint el tresor local que el governador havia amasat durant anys. Després va enviar missatgers a Sultan Abu Ishaq (fill de Sultan Uways i net de Shah Shuja) governador de Sirjan, amb el qual va fer aliança. Sultan Abu Ishaq va trencar els seus llaços amb Kirman on governava Imad al-Din Sultan Ahmad.
Shah Yahya va sortir de Yadz cap a Anat (a mig camí entre Yazd i Sirjan) amb la intenció de sotmetre Kirman, saquejant per on passava fins que va arribar a Nug. Des de Nug es va dirigir a Baft on es va reunir amb Sultan Abu Ishaq i les forces de Sirjan, on es van preparar per la batalla. En aquest moment va arribar a Kirman un ambaixador procedent de la cort de Tamerlà i va intentar una reconciliació, que no va reeixir.
La batalla es va lliurar el 23 d'abril de 1390 prop de Baft. Shah Yahya fou derrotat i va fugir cap a Yadz mentre Sultan Abu Ishak es va retirar i fortificar a Sirjan. Sultan Ahmad va proclamar la victòria i va enviar els caps del morts a Kirman, dirigint-se cap a Sirjan que va capitular al cap de pocs dies. Sultan Abu Ishaq va jurar obediència i fidelitat a Ahmad i fou perdonat recuperant el favor del seu oncle i sent restaurat com a governador de Sirjan. Amir Hajji Shah, germà de la mare d'Abu Ishaq, considerat responsable de la rebel·lió, fou empresonat breument i finalment executat (setembre/octubre de 1390).
Shah Yahya mentre havia convençut a Zayn al-Abidin, que ara governava a Esfahan, de fer aliança amb Sultan Ahmad de Kirman per venjar-se de Shah Mansur. Sultan Ahmad (acompanyat del seu fill Ghiyath al-Din Muhammad) i Zayn al-Abidin es van trobar a Sirjan el gener de 1391, sota la hospitalitat de Sultan Abu Ishaq. Als pocs dies van sortir cap a Fars. A Tarim se'ls va unir l'agrupament Hazara però el avanç fou bloquejat a Furg per un fort exercit enviat per Mansur. Ahmad es va dirigir a Nayriz via Khush-Nawa. Shah Yahya va enviar un missatge que anava cap allí a tota velocitat i que els aliats esperessin la seva arribada; tot i el consell dels caps militar de seguir avançant, els aliats van esperar 10 dies l'arribada de Yahya però aquest no va arribar i mentre Mansur va retornar a Shiraz, va reclutar més gent i va sortir a la lluita altre cop. Sultan Ahmad va seguir cap Sarwistan per retrocedir a Fasa mentre Shah Mansur anava per una altra ruta cap al Garmsir. Els dos exercits es van trobar a Fasa un divendres a la tarde. Mansur (que esperava reforços) va fingir que volia arribar a un acord pacífic i el combat es va ajornar fins al dissabte quan Mansur va atacar els exèrcits rivals i els va derrotar matant a molts.. Els que van poder fugir es van dirigir a Kirman mentre Zayn al-Abidin es va separar a Qatra i va anar cap a Esfahan.
Shah Mansur tot seguit va anar cap a Yadz i va devastar la ciutat i el seu entorn, seguint després cap a Kirman mentre enviava ambaixadors tant al seu germà Shah Yahya com al seu oncle Sultan Ahmad intimant-los a renunciar al seu reconeixement de Tamerlà, sotmetre's a ell i enviar en garantia cadascun un fill i alguns guàrdies per acompanyar-lo a Khurasan (província mongola) on controlaria el riu Oxus contra una possible invasió de Tamerlà, i en cas contrari haurien de patir la guerra. Sultan Ahmad va declinar la proposta i va manifestar que era una bogeria desafiar a Tamerlà. Mansur va devastar algunes zones i finalment va tornar a Shiraz on va preparar els elements per poder assetjar Yadz on estava Shah Yahya. Es van produir diverses escaramusses en una de les quals un amir de Mansur, Gurguin, va resultar mort. Per alguna raó aquest fet va enfurismar especialment a Shah Mansur que va fer devastar tot el territori i altre cop es va dirigir al sud cap a Kirman.
Finalment el 1393, Shah Yahya es va sotmetre a Tamerlà però fou detingut i després executat com tots els prínceps de la dinastia.